# Малый Конь (деревня)
Малый Конь — опустевшая деревня в Чернском районе Тульской области в составе Северного сельского поселения.

## География
Находится в юго-западной части Тульской области на расстоянии приблизительно 6 км на восток по прямой от поселка Чернь, административного центра района.

## История
В 1859 году здесь (территория Чернского уезда Тульской губернии) было отмечено 8 дворов в сельце с названием Малый Конь и 5 дворов в селе неподалеку с таким же названием, в конце 1930-х годов в единой уже деревне было  60 дворов.

## Население
Постоянное население составляло 104 человека в сельце и 48 в селе (1859 год), 2 (русские 100 %) в 2002 году, 0 в 2010.